# Castello di Rapallo
Il castello sul mare è una postazione difensiva di Rapallo, nella città metropolitana di Genova, eretta a difesa dello specchio acqueo presso il lungomare Vittorio Veneto. È detto anche castello medievale con una definizione errata poiché la costruzione risale solo alla seconda metà del XVI secolo.
All'interno è presente anche una piccola cappella dedicata a san Gaetano costruita nel 1688 con la caratteristica cupoletta con campana, ben visibile all'esterno del castello.
È il simbolo della cittadina rapallese ed è stato dichiarato monumento nazionale italiano dal Ministero dei Beni Culturali.

## Storia

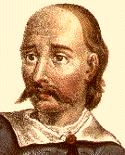
L'ammiraglio turco Dragut.

L'edificazione del castello di Rapallo è legata ai fatti storici che interessarono l'allora borgo marinaro il 4 luglio del 1549. Quel giorno Rapallo subì l'assalto e il saccheggio da parte del pirata turco Dragut che, oltre ai danni provocati dallo sbarco in tre punti diversi della costa, culminò con il rapimento di ventidue fanciulle del luogo, in seguito fatte schiave dai pirati saraceni ad Algeri.
La Rapallo della seconda metà del XVI secolo non disponeva di un'adeguata difesa di mura e le uniche postazioni difensive erano costituite dalle torri di avvistamento poste sulle alture e dalle alte case nella zona della marina. Lo sbarco, che avvenne nell'oscurità notturna, fu pertanto rapido e facile per la flotta dell'ammiraglio turco.
Assoggettato al dominio della Repubblica di Genova (alleata e protettrice di Rapallo dopo l'atto di dedizione della comunità rapallese nel 1229), le truppe genovesi e quelle locali (queste ultime di numero esiguo) nulla poterono contro i pirati arrivati dal mare. 
Genova tuttavia incaricò il capitano Gregorio Roisecco, comandante delle truppe arrivate da Genova, di valutare la situazione difensiva del borgo rapallese. Questi suggerì alla comunità (e alla repubblica) l'edificazione di un castello o di una postazione difensiva per il controllo di questa parte occidentale del golfo del Tigullio.

### Le fasi preliminari della costruzione difensiva

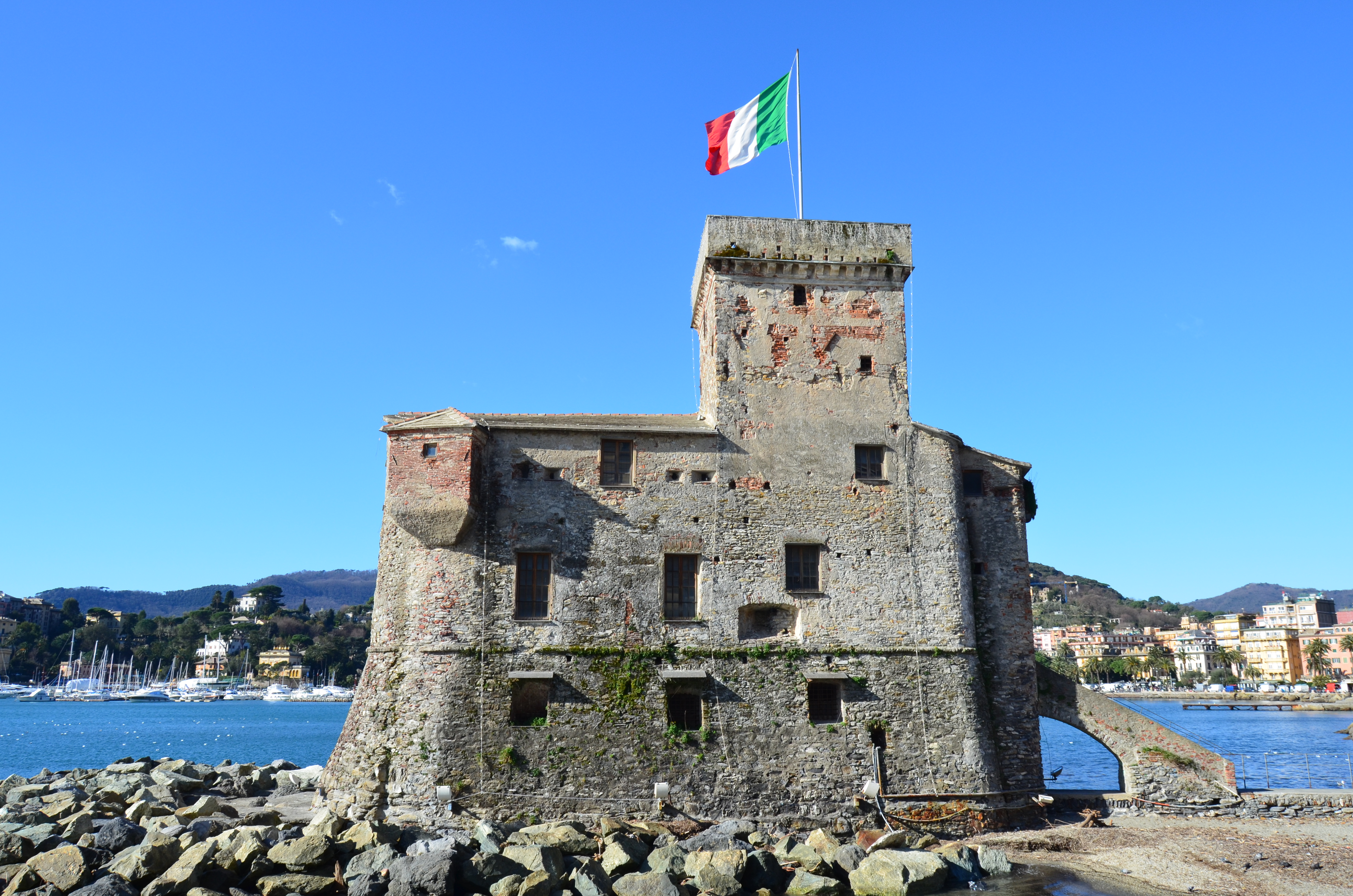
Vista laterale del castello

Il 16 febbraio del 1550 il doge di Genova Luca Spinola riferisce con un apposito documento al podestà di Rapallo che il costo dell'opera da costruire non può essere affrontate dalla repubblica genovese e che pertanto dovrà essere a carico della sola comunità rapallese. Questo comunicato suscitò il malcontento degli abitanti dell'entroterra rapallese, detti "delle Ville" e che appartenevano al ceto nobile e borghese, che minacciarono addirittura di abbandonare il paese. Gli altri abitanti alla marina, detti "del Borgo" e di estrazione popolare, erano più direttamente interessati alla realizzazione dell'opera, ma con scarsi finanziamenti, e cercarono quindi una mediazione con i compaesani con esiti però negativi.
Genova, stanca delle discussioni locali, tentò una nuova trattativa con il "mediatore" capitan Roisecco, ideatore del castello, che con promesse ad entrambe le parti riuscì a rimettere pace tra gli abitanti della città. Altro scontro fu la scelta del luogo effettivo di costruzione della postazione difensiva: le Ville proposero la zona collinare per una maggiore visuale area, mentre il Borgo puntò su una collocazione nella zona della marina più vicina al nucleo storico.
Altro punto dolente fu la ripartizione del costo: entrambi gli schieramenti accollarono l'un l'altro la spesa. La nuova discussione tra ceti popolari costrinse il podestà a richiedere al Senato della Repubblica di Genova un prestito di 10 lire per finanziare l'opera e ad imporre agli abitanti l'introduzione di una tassa obbligatoria di residenza. Con la locale gabella si riuscì a raggiungere la somma complessiva di 1.770 lire genovesi potendo così gettare le basi per l'edificazione del castello.

### I lavori
L'opera (la cui prima struttura, su disegno di Antonio de Càrabo, fu molto più semplice nelle forme rispetto all'attuale impianto) cominciò ben presto a prendere corpo nel corso del 1550, ma il podestà fu costretto numerose volte a chiedere denaro al governo della Repubblica a causa delle spese aggiuntive e agli alti costi del materiale necessario per poter resistere alle forti mareggiate. I lavori durarono quasi un anno, interrotti talvolta da scioperi spontanei dei lavoratori per il mancato pagamento dello stipendio.
Dopo un alto costo di finanziamento e costruzione il neo podestà di Rapallo, Benedetto Fieschi Raggio, il 10 maggio 1551 poté inaugurare l'opera chiedendo al Senato genovese la dotazione di artiglieria necessaria alla difesa del castello. Con la costruzione del castello di Rapallo l'intero comprensorio occidentale del Tigullio andò quindi a completarsi con un sistema difensivo e di avvistamento legato ai castelli di Portofino, di Paraggi, di Santa Margherita Ligure e di Punta Pagana presso San Michele.
Negli anni successivi il castello sul mare fu più volte modificato con adattamenti ed ampliamenti della struttura.

## Sede di varie istituzioni
Nella sua storia il castello è stato sede di importanti organi statali, praticamente fino agli anni cinquanta del Novecento quando venne dichiarato monumento nazionale italiano e acquistato dal Comune di Rapallo.
Nel 1608 divenne sede del capitaneato di Rapallo (istituito in tale anno distaccandosi dal precedente controllo del capitaneato di Chiavari); qui prese alloggio il capitano con relativo ufficio, mentre nella parte basse venne creata una prigione temporanea in attesa di giudizio dal tribunale di Genova. La sede venne poi spostata nel 1645 nel nuovo palazzo di Giustizia (non più esistente) presso il centro storico rapallese. Nel 1865 diventò proprietà del Regno d'Italia che scelse l'ex postazione difensiva quale sede della Guardia di Finanza e di un piccolo carcere mandamentale.
Nel 1958 per la somma di 6.700.000 lire viene riscattato dall'ente comunale rapallese che sottopose il castello ad un primo restauro conservativo nel corso del 1963; è in questa fase che furono aggiunti gli scogli intorno alla struttura a mo' di maggiore protezione dalle ondate marine.
L'ultimo grande restauro è stato attuato tra il 1997 e il 1999, sotto la direzione scientifica del prof. Benito Paolo Torsello, grazie agli aggiuntivi fondi dall'Unione europea e dal Ministero dei Beni Culturali, con interventi conservativi che hanno riguardato i paramenti esterni fortemente degradati dal salino, i pavimenti, gli infissi e l'impianto elettrico.
Dopo ulteriori lavori di adeguamento alle norme sulla sicurezza (nel corso del 2005), il castello è ora sede di mostre artistiche ed eventi culturali.

## L'incendio nelle feste patronali
Una locale tradizione, inserita tra gli eventi più celebri durante le festività patronali in onore di Nostra Signora di Montallegro nei primi tre giorni di luglio, vede il castello cinquecentesco protagonista di un curioso spettacolo pirotecnico. La sera del 3 luglio, serata conclusiva delle celebrazioni religiose, il castello viene dato simbolicamente "alle fiamme" con un collaudato programma pirotecnico e di fumogeni, al passaggio dell'arca argentea della Madonna di Montallegro nei pressi del maniero sul lungomare rapallese.
Precedentemente all'evento del simbolico incendio, vengono inoltre innescati i celebri mortaretti o mascoli liguri che detonano lungo il breve percorso che separa il castello dalla terraferma.
Terminato il "fragoroso" scoppiettare dei mascoli il castello si colora, con l'ausilio di fumogeni, di un rosso intenso fino alla conclusiva "cascata bianca" dalla torretta e lungo il perimetro della fortezza.